# Tropico 4
Tropico 4 ist eine von Haemimont Games entwickelte und vom Publisher Kalypso Media vertriebene Wirtschaftssimulation aus dem Jahr 2011. Das Spiel ist der vierte Teil der Wirtschaftsimulations-Reihe Tropico und der direkte Nachfolger von Tropico 3. Der Spieler übernimmt wie in den vorangegangenen Teilen die Rolle von „El Presidente“, dem Diktator der fiktiven Bananenrepublik Tropico. In dieser Funktion muss er einen Inselstaat aufbauen. Eine Xbox-360-Version wurde im Oktober 2011 veröffentlicht; Feral Interactive veröffentlichte die macOS-Version im Juli 2013.
Im März 2012 erschien eine Erweiterung mit dem Titel Modern Times. Zusätzlich wurden kleinere Erweiterungspakete zum kostenpflichtigen Herunterladen veröffentlicht.

## Spielprinzip

### Allgemein
Das Spielprinzip von Tropico 4 ist im Wesentlichen das gleiche, wie das des Vorgängers Tropico 3. Es ist eine in der Karibik angesiedelte Aufbausimulation, die in der Zeit des Kalten Kriegs spielt. Der Spieler übernimmt die Rolle des Diktators mit der Amtsbezeichnung El Presidente, der über eine kleine Karibikinsel herrscht. Zu Beginn ein jeder Partie ist die Insel nur wenig entwickelt, meist existieren nur der Präsidentenpalast, ein Dock, ein paar Farmen und wenige Wohngebäude. Beim Ausbau der Insel stehen dem Spieler verschiedene Entwicklungsrichtungen offen. So kann er sein Land z. B. zu einem Rohstoffexporteur, zu einer Industrienation oder zu einem Touristenziel entwickeln. Der Spieler tritt im Verlauf der Entwicklung in Kontakt mit verschiedenen Mächten, etwa den USA, dem Nahen Osten oder der Europäischen Union. Der Spieler ist zudem weiteren natürlichen Widrigkeiten ausgesetzt – etwa Vulkanausbrüchen, Dürren oder Tornados. Weiterhin wird der Spieler mit verschiedenen politischen Lagern konfrontiert, mit deren verschiedenster politischer und ideologischer Gesinnung er sich auseinandersetzen muss.
Das Spiel beinhaltet wie der Vorgänger eine Kampagne. Anders als im Vorgänger umfasst die Kampagne 20 Missionen, fünf mehr als Tropico 3 und erzählt eine durchgehende Geschichte. Daher können die Missionen nicht mehr in beliebiger Reihenfolge absolviert werden. Eine Neuerung ist die Einführung des Importwesens, wodurch der Spieler seinen Rohstoffbedarf erstmals durch Handel mit dem Ausland stillen kann. Des Weiteren wurden einige neue Gebäude wie die Börse, das Ministerium oder das Einkaufszentrum hinzugefügt.
Neu ist auch die Integration der sozialen Netzwerke Facebook und Twitter, die die Kommunikation direkt aus dem Spiel heraus und die Veröffentlichung von Errungenschaften beispielsweise auf der Tropico-4-Facebook-Seite des Publishers Kalypso ermöglicht. Diese Funktion ist jedoch ausschließlich in der Windows-Version vorhanden. Ebenso ist ein verbesserter Editor enthalten.

### Innenpolitik

Die Flagge des fiktiven Tropico

Die Verwaltung und Entwicklung der eigenen Nation ist zentrales Ziel des Spielers. In erster Linie erfolgt dies durch den Bau von Gebäuden. Es gibt zahlreiche Gebäude, die in verschiedene Kategorien wie Unterkünfte, Landwirtschaft & Ressourcen, Tourismus oder Regierung unterteilt sind. Die Gebäude erfüllen verschiedene Funktionen, etwa Bereitstellung von Wohnraum, Krankenversorgung, Bildung, Nahrungsversorgung oder Produktion von Exportgütern. Zur Erfüllung jeder Funktion gibt es mehrere Gebäude, die mit unterschiedlicher Effektivität arbeiten. So kann z. B. ein Krankenhaus mehr Menschen versorgen als eine Klinik.
In Tropico gibt es acht Fraktionen, mit deren Bedürfnissen sich der Spieler auseinandersetzen muss. Die Fraktionen stellen verschiedene Interessensgruppen dar, z. B. Kapitalisten, Kommunisten, Intellektuelle, Militaristen, Umweltschützer oder Nationalisten. Die Interessen der Fraktionen sind z. T. entgegengesetzt, so sind z. B. die Intellektuellen an einem hohen Grad an persönlicher und politischer Freiheit interessiert, während die Militaristen eine streng hierarchische und kontrollierte Gesellschaft bevorzugen. Erfüllt der Spieler die Bedürfnisse einer Fraktion über einen längeren Zeitraum nicht, so stellt sich die betroffene Fraktion gegen ihre Regierung. Der Effekt variiert dabei von Fraktion zu Fraktion, wirkt sich aber stets in gewissem Grad destabilisierend für die Insel aus. So führt z. B. hohe Unzufriedenheit der Intellektuellen dazu, dass Fachkräfte die Insel verlassen während durch Unzufriedenheit der Militaristen die Gefahr eines Militärputsches gegen den Präsidenten steigt.
Zur politischen Einflussnahme auf der Insel stehen dem Spieler Erlässe zur Verfügung. Dies sind bestimmte politische Verordnungen, die der Spieler jederzeit verordnen kann, sofern er die notwendigen Voraussetzungen besitzt. Denn einige Erlässe sind an bestimmte Gebäude geknüpft, so erfordert z. B. die Veranstaltung eines großen Sportereignisses ein Stadion. Andere Erlässe wie das Entsenden einer Handelsdelegation oder das Beantragen von Entwicklungshilfe sind dagegen an gute politische Beziehungen mit der betreffenden Nation gebunden.

### Außenpolitik
Die Außenpolitik ist für den Spieler insofern relevant, als dass sie die wirtschaftliche Stabilität Tropicos ermöglicht, da der Spieler für gewöhnlich das meiste Geld durch Export erwirtschaftet. Bereits im Vorgänger stand der Spieler in stetiger Interaktion mit den USA und der UdSSR. In Tropico 4 wurden zusätzlich der Nahe Osten, die EU und die Volksrepublik China eingefügt. Zur Außenpolitik dient das Auswärtige Amt, das der Spieler bauen kann und das die diplomatischen Beziehungen Tropicos durch Diplomatie verbessern kann.
Eine weitere Neuerung gegenüber dem Vorgänger stellen nationale Agenden dar. Dies sind Aufträge, die Vertreter der verschiedenen Nationen dem Spieler erteilen können. In erster Linie umfassen diese Export-Aufgaben. Das Import-Wesen stellt ebenfalls eine Neuerung dar. Bislang war es dem Spieler in Bezug auf Handel lediglich möglich, eigene Güter zu exportieren. In Tropico 4 besitzt er zusätzlich die Möglichkeit, Güter aus dem Ausland einzuführen. Importieren kann der Spieler überwiegend Rohstoffe für die eigene verarbeitende Industrie und Nahrungsmittel für die eigene Bevölkerung.

## Entwicklungsgeschichte

### Demoversion
Seit dem 10. August 2011 stellt Kalypso Media eine Demoversion für den PC zum Download bereit. Die Demoversion beinhaltet das gesamte Tutorial bestehend aus vier Missionen sowie das erste Kampagnenszenario und ist in drei Sprachen (Deutsch, Englisch, Französisch) verfügbar. Zwar ist die Spielzeit unbeschränkt, allerdings sind die Funktionen zum Speichern und Laden deaktiviert. Weiterhin wurden einige Hotels und Touristenattraktionen für die Demo abgeschaltet, man kann keinerlei Gebäude zur Produktion von Elektrizität bauen und es steht nicht die höchste Texturqualität zur Verfügung.

### Steam-Special-Edition
Über Steam (nur für Windows) wird durch den Kauf von Tropico 4 automatisch eine Special-Edition erworben. Diese erweitert das Spiel um eine Insel für den Sandbox-Modus. Zudem sind zusätzliche Kleidungsstücke für den Spielcharakter des „El Presidente“ enthalten.

### Erweiterungen
DLCs (downloadable content – herunterladbarer Inhalt) sind kleine kostenpflichtige Erweiterungspakete, die über Online-Plattformen erworben werden können. Bei den Tropico-Spielen ist dies der Kalypso-Store. DLCs für Tropico 4 enthalten meist neue Gebäude, neue Dekorationsgegenstände, neue Charaktereigenschaften und neue Outfits. Außerdem enthält jedes DLC auch eine neue Mission, die zu seinem Thema/Titel passt.
Am 11. November 2011 erschien der erste DLC mit dem Titel Junta. In Junta dreht sich alles um das Militär. Das neue Gebäude Bunker kann bis zu sechs Soldaten beherbergen, ohne dafür einen General zu benötigen. Als neue Charaktereigenschaft steht der Veteran zur Verfügung; das neue Accessoire ist die Paradeuniform. In der Mission Neu Sparta versucht der Spieler, eine perfekte Militärregierung aufzubauen.
Am 15. Dezember 2011 erschien der zweite DLC Plantador. Plantador hat die Landwirtschaft zum Thema. Mit dem neuen Gebäude Plantage können die Nutzpflanzen Kaffee, Tabak und Zucker in großen Mengen angebaut werden. Als neue Charaktereigenschaft steht der Plantador zur Verfügung; das neue Accessoire ist der Sombrero. In der Mission Forschung gilt es die Aufgabe zu erfüllen, möglichst viele Agrargüter zu exportieren. Dazu müssen die benötigten Gebäude erforscht werden.
Der dritte DLC erschien am 7. Februar 2012 unter dem Namen Quick Dry Cement. Dieses hat Städtebau und Architektur zum Thema Die Zementfabrik produziert Zement für den Export und kann die Fertigstellung der Bauprojekte beschleunigen. Als neue Charaktereigenschaft steht der Konstruktor zur Verfügung; das neue Accessoire ist der Bauhelm. In der Mission Die größte Stadt der Karibik muss durch den Bau von Wohnungen der amerikanische Immobilienmarkt befriedigt werden.
Am 23. Oktober 2012 erschien das DLC Pirate Heaven, dieser hat Piraten als Thema. Das neue Gebäude Schmuggler ermöglicht es, Waren auch dann (allerdings zu höheren Preisen) zu importieren, wenn der Spieler unter Embargo steht. Die neue Charaktereigenschaft Seefahrer steigert die Effizienz nautischer Gebäude, und es kommen mehr Schiffe an der Insel vorbei. Für weibliche Avatare gibt es ein Piratenkönigin-Outfit. Außerdem kann der Spieler die neue Mission Pirate Heaven spielen.
Am 15. November 2012 erschien der fünfte DLC Megalopolis, dieser hat erneut Städtebau zum Thema. Das Conventillo ist ein neues und günstiges Gebäude mit vielen Bewohnern, es muss aber häufig renoviert werden, weil mit der Zeit die Wohnqualität abnimmt. Wenn der Spieler die neue Charaktereigenschaft Bürokrat wählt, sinken die Baukosten für Wohngebäude und die Profite aus dem Erlass Baugenehmigung steigen. Für männliche Avatare gibt es jetzt ein Bürgermeister-Outfit. Der Spieler bekommt außerdem die neue Mission Megapolis.
Am 18. Dezember 2012 erschien der sechste DLC Vigilante, der das Thema Vigilantismus behandelt. In dem neuen Gebäude Arbeitslager bauen Verurteilte Nutz- oder Ertragspflanzen wie in den Farmen an. Die Beziehung zu den Nationalisten, das Tourismusranking und die öffentliche Sicherheit werden von der neuen Charaktereigenschaft Alter Ego verbessert. Außerdem gibt es ein Zorro-Outfit für männliche Avatare und die neue Mission Der Superheld.
Am 25. Juli 2013 erschien der siebte DLC Voodoo, der das Thema Voodoo-Zauberei behandelt. Das neue Gebäude Voodoo Manor ist eine Luxus-Touristen-Attraktion für wohlhabende Touristen. Durch die neue Charaktereigenschaft Witch Doctor überleben die Tropicaner länger, wenn eine schlechte Gesundheitsversorgung vorhanden ist. Außerdem gibt es für den männlichen Avatar ein Voodoo-Outfit Witch Doctor und eine neue Mission The Big Voodoo Shuffle.
Am 15. August 2013 erschien der achte DLC Propaganda!, der das Thema Propaganda behandelt. Mit dem neuen Gebäude Lautsprecherturm werden Proteste unterdrückt und Bürger zu Loyalisten konvertiert. Mit der neuen Charaktereigenschaft PR-Experte unterziehen Journalisten die Bürgern einer Gehirnwäsche, um bei der nächsten Wahl für El Presidente zu stimmen. Außerdem gibt es ein Parteichef-Outfit und die neue Mission Der Kommunistische Propaganda-Wettkampf.
Am 19. September 2013 erschien der neunte DLC The Academy. Das neue Gebäude East Point Militärakademie bietet Hochschul- und Militärausbildung; die Absolventen sind als Soldaten und Generäle besonders fähig. Mit der Charaktereigenschaft East-Point-Absolvent kann El Presidente seine Gegner im Kampf töten. Für den weiblichen Avatar gibt es das neue Outfit East-Point-Kadettenuniform. Außerdem gibt es die neue Mission Friede, Freude und Verständnis, in der eine Invasion abgewehrt werden muss.
Am 17. Oktober 2013 erschien der zehnte DLC Apocalypse, bei dem es sich um einen Weltuntergangs-DLC (Titel abgeleitet von Apokalypse) handelt. Der neu eingeführte Atomschutzbunker verteilt und verwandelt Fraktionsboni. Mit der neuen Charaktereigenschaft Überlebenskünstler benötigen Tropicaner weniger Nahrungsmittel. Des Weiteren kann El Presidente nun einen Schutzanzug tragen. Die neue Mission trägt den Titel Wie ich lernte, die Bombe zu lieben und behandelt das Überleben in einem Weltuntergangszenario.

## Tropico 4: Modern Times

Logo von Tropico 4: Modern Times

Am 29. März 2012 erschien das Add-on Modern Times. Modern Times führt den Spieler aus der Zeit des Kalten Krieges ins 21. Jahrhundert. Auf einer Zeitleiste kann der Spieler einsehen, wann neue Gebäude freigeschaltet werden und bestimmte Ereignisse anbrechen. So erhöht zum Beispiel die Ölkrise 1973 den Exportpreis von Gold. Einige alte Gebäude werden im Lauf des Spiels durch neue ersetzt; so ersetzt im Jahr 1967 die Bio-Farm die normalen Farmen. Auch der Präsidentenpalast kann renoviert und so durch einen neuen ersetzt werden; dafür müssen jedoch einige Bedingungen erfüllt sein. Einige neue Gebäude sind zum Beispiel der Supermarkt, die Metrostation, die Diamantkathedrale, das Bürogebäude oder das Sanatorium. Außerdem gibt es zehn neue Erlässe, die unter anderem das Ausschalten der Twitter- und Facebookverbindung erlauben, sowie eine Einzelspielerkampagne über zwölf Missionen.

## Rezeption
Der vierte Teil der Reihe erhielt generell positive Wertungen, dabei wurde die Xbox-360-Version jedoch etwas schwächer bewertet. Die PC Games vergab für die Windows-Version 81 % 4Players bewertete die PC-Version mit 77 %, die Xbox-360-Version mit 76 %. Die Wertung der GamePro für die Xbox-360-Version beträgt 74 %.